# Libanon i olympiska sommarspelen 1972
Libanon deltog i de olympiska sommarspelen 1972 med en trupp bestående av 19 deltagare. De erövrade en silvermedalj.

## Medaljer

### Silver
- Mohamed Tarabulsi - Tyngdlyftning